# Китнос (деревня)
Ки́тнос (греч. Κύθνος), Хо́ра (Χώρα) или Месарья́ (Μεσαριά) — деревня в Греции. Расположена в центре острова Китнос, в 8 километрах к северо-востоку от порта Мерихаса. Административный центр общины (дима) Китнос в периферийной единице Кея — Китнос в периферии Южные Эгейские острова. Население 561 житель по переписи 2011 года.
Построена в XVII веке.
Узкие улочки, однородные побеленные фасады двухэтажных домов, внешние лестницы, которые ведут отдельно на крышу, арки, яркие двери и ставни образуют своеобразный образ кикладской архитектуры и сочетаются с крутой каменистой местностью острова.
В Китносе находятся церкви Иисуса Спасителя (перестроена в 1636 году) с иконостасом XVII века, монастырь Богоматери Никус с кафоликоном в форме трехнефной базилики с куполом. В церкви Святого Саввы 1613 года есть герб Гоццадини.
К северо-западу от Китноса есть ветряная электростанция, первая в Греции.
В Айос-Стефанос находится пляж.

## Сообщество Китнос

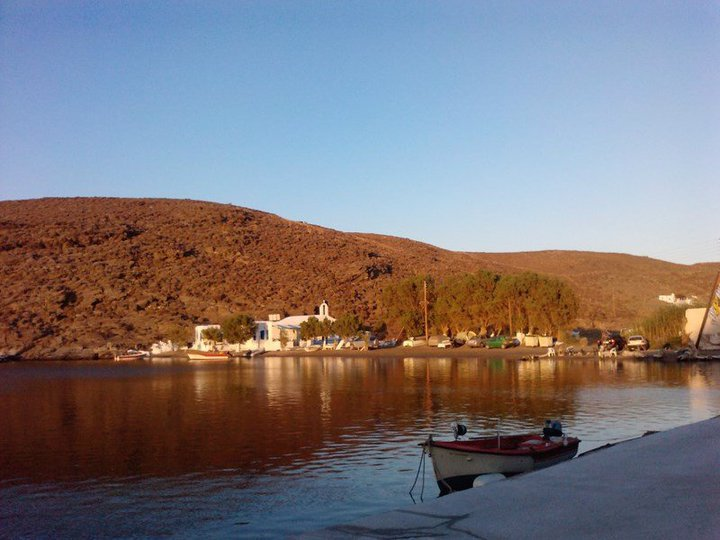
Бухта Айия-Ирини

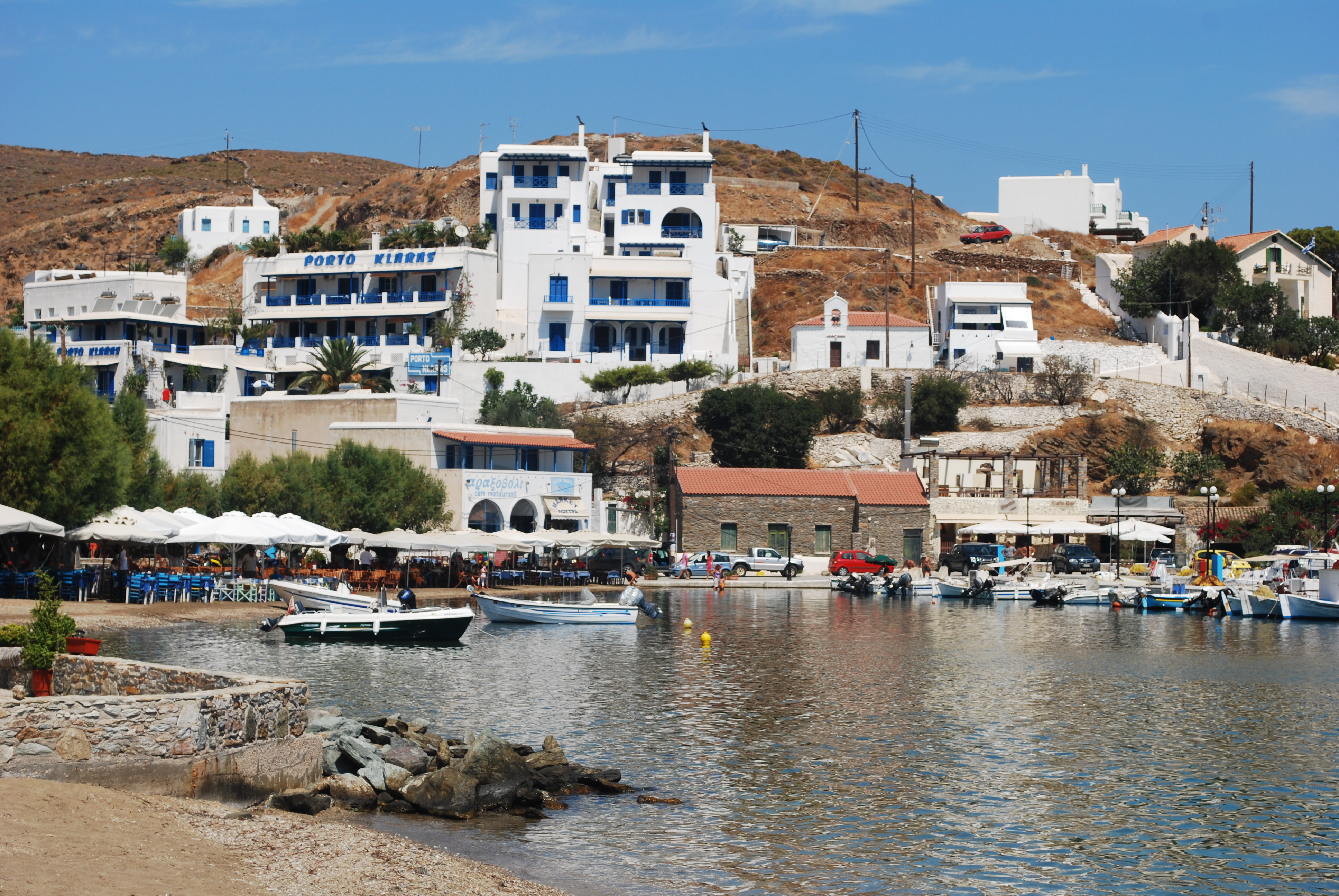
Лутра

В местное сообщество Китнос входят пять населённых пунктов. Население 669 жителей по переписи 2011 года. Площадь 49,961 квадратных километров.
| Населённый пункт | Население (2011), человек |
| ---------------- | ------------------------- |
| Айия-Ирини       | 8                         |
| Айос-Стефанос    | 8                         |
| Апокриси         | 11                        |
| Китнос           | 561                       |
| Лутра            | 81                        |

## Население
| Год  | Население, человек |
| ---- | ------------------ |
| 1991 | 704                |
| 2001 | 695                |
| 2011 | ↘ 561              |